# نیویورک جاینتز

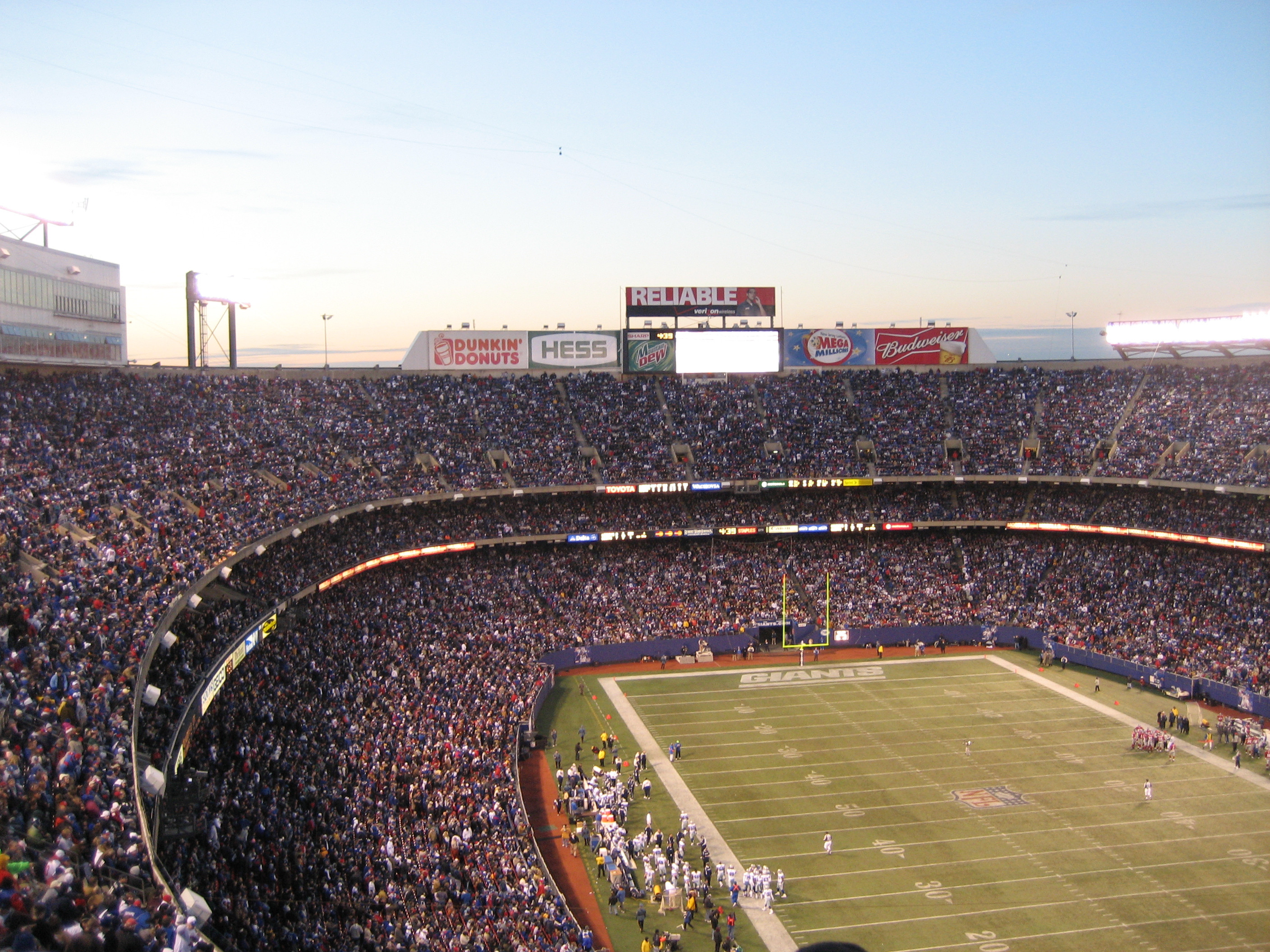

تیم فوتبال آمریکایی نیویورک جاینتز (به انگلیسی: New York Giants) از شهر نیویورک در ایالت نیویورک می‌باشد.
این تیم عضو لیگ ملی فوتبال آمریکا است.
ورزشگاه خانه این تیم ورزشگاه جاینتز (به انگلیسی: Giants Stadium) نام دارد. ورزشگاه خانه این تیم از ۲۰۱۰ ورزشگاه مدولندز (به انگلیسی: Meadowlands Stadium) نام خواهد داشت.

## وب‌گاه رسمی
- وبگاه رسمی تیم

```
,,,,,,,,
```